# Epania paulloides
Epania paulloides är en skalbaggsart som beskrevs av Tatsuya Niisato 2002. Epania paulloides ingår i släktet Epania och familjen långhorningar. Inga underarter finns listade i Catalogue of Life.